# В зоне особого внимания
«В зоне особого внимания» — советский остросюжетный фильм режиссёра Андрея Малюкова 1977 года. Первая часть дилогии про учения советских десантников, продолженная фильмом «Ответный ход».

## Сюжет
1977 год. В ходе военных учений штаб гвардейского парашютно-десантного полка «Южных» разрабатывает план наступательной операции. «Южные» имеют информацию о предполагаемом местонахождении замаскированного командного пункта (ЗКП) условного противника и планируют, условно уничтожив его, нарушить управление обороной «Северных», что значительно облегчит их наступление.
В тыл «Северных» забрасываются три диверсионно-разведывательные группы, которые должны устроить диверсии на объектах условного противника с целью отвлечь его внимание, а затем попытаться обнаружить ЗКП в течение двух суток, оставшихся до начала запланированной наступательной операции. Десантники выполняют задание в условиях, максимально приближённых к боевым. Противодиверсионные подразделения «Северных» под руководством майора Морошкина (Анатолий Кузнецов) обезвреживают две группы «Южных», но командир третьей группы — лейтенант Тарасов (Борис Галкин) — отказывается выполнять приказ штаба об атаке склада с горючим, разумно предполагая, что там их ожидает засада, и решает двигаться к военному городку ракетчиков. Это приводит к конфликту с прапорщиком Волентиром (Михай Волонтир), которого молодой и неопытный Тарасов сменил на должности командира взвода. Тарасов отправляет Волентира с бойцом на атаку склада ГСМ, где они действительно едва не попадают в засаду.
Диверсанты успешно проводят отвлекающую операцию в городке ракетчиков, после чего, передохнув в домике лесника — родственника одного из бойцов, — совершают марш-бросок к предполагаемому месту расположения ЗКП. По дороге они натыкаются на убитого мужчину и раненую женщину — жертв нападения банды вооружённых преступников-рецидивистов, сбежавших из колонии усиленного режима. Рискуя сорвать задание, Тарасов выходит по рации на милицейскую волну и сообщает о происшествии; группа продолжает движение, в то время как прапорщик Волентир остаётся с раненой до прибытия помощи. Дождавшись помощи, прапорщик возвращается к леснику, чтобы одолжить у него мотоцикл и догнать Тарасова. В доме лесника он застаёт беглых заключённых и обезвреживает их.
Тем временем «Северные» окружают группу Тарасова, но разведчикам удаётся пройти через болота к развалинам старой крепости, где они обнаруживают командный пункт — который, однако, оказывается бутафорским. По совету вновь присоединившегося к группе прапорщика Волентира Тарасов ведёт разведчиков вдоль тянущегося от КПП кабеля связи, который и приводит их к настоящему замаскированному командному пункту. Группа передаёт его координаты своему командованию, тем самым выполнив поставленную задачу. В указанное место высаживается десант, который захватывает и «уничтожает» ЗКП. Начинается наступление «Южных».
За двое суток Волентир и Тарасов на деле узнают настоящую цену друг друга: Тарасов видит в прапорщике преданного делу бойца, опытного разведчика и надёжного товарища, а Волентир признаёт за молодым лейтенантом талант командира и разведчика.

## В ролях
| Актёр                          | Роль                                                                                  |
| ------------------------------ | ------------------------------------------------------------------------------------- |
| Борис Галкин                   | гвардии лейтенант «Южных» Виктор Павлович Тарасов                                     |
| Михай Волонтир                 | гвардии прапорщик «Южных» Александр Иванович Волентир (озвучивание — Николай Губенко) |
| Сергей Волкаш                  | гвардии рядовой «Южных» Алексей Егоров медик группы Тарасова                          |
| Игорь Иванов                   | гвардии сержант «Южных» Пугачёв радист группы Тарасова                                |
| Анатолий Кузнецов              | гвардии майор Геннадий Семёнович Морошкин начальник контрразведки «Северных»          |
| Александр Пятков               | гвардии капитан «Северных» Зуев («Зуич»)                                              |
| Владимир Заманский             | гвардии полковник, командир полка «Южных»                                             |
| Олег Голубицкий                | гвардии подполковник «Южных» Глеб Николаевич начальник штаба полка                    |
| Борис Бачурин                  | гвардии лейтенант «Южных» Пахомов                                                     |
| Михаил Чигарёв                 | гвардии старший лейтенант «Южных» Михаил Кириков                                      |
| Анатолий Ведёнкин              | гвардии прапорщик «Северных» в захваченном десантниками УАЗе                          |
| Иван Агафонов                  | подполковник милиции                                                                  |
| Елена Кузьмина                 | продавщица обокраденного магазина                                                     |
| Николай Крюков                 | старик-лесничий — дед Пугачёва                                                        |
| Елена Цыплакова                | Настя внучка лесника                                                                  |
| Михаил Кокшенов                | гвардии майор «Южных» Смолин дежурный по части                                        |
| Сергей Подгорный               | солдат-водитель в магазине                                                            |
| Юрий Чернов                    | дежурный «Северных»                                                                   |
| Геннадий Чулков                | подполковник, начальник разведки «Северных»                                           |
| Александр Гай                  | генерал-майор Протасов командир дивизии «Северных»                                    |
| Эгле Габренайте                | телефонистка                                                                          |
| Ирена Леонавичюте-Браткаускене | телефонистка                                                                          |
| Виктор Денисов                 | уголовник                                                                             |
| Виктор Смекалин                | уголовник                                                                             |
| Тадеуш Касьянов                | дублёр Волентира в сцене драки с бандитами, солдат в составе десанта при штурме ЗКП   |

## Съёмочная группа
- Режиссёр-постановщик: Андрей Малюков
- Автор сценария: Евгений Месяцев
- Оператор-постановщик: Игорь Богданов
- Художник-постановщик: Савет Агоян[вд]
- Главные военные консультанты: генерал-лейтенанты Пётр Чаплыгин и Борис Константинов, генерал-майор Валентин Костылев
- Композитор: Марк Минков
- Текст песни: Игорь Шаферан
- Вокал: Эдуард Лабковский («Песня десантников»)
- Монтаж: Мария Сергеева
- Директор: Виталий Богуславский

## Награды
- 1977 — Главный приз за режиссуру (А. Малюков). Фестиваль молодых кинематографистов студии «Мосфильм»
- 1978 — Главный приз фильму. Фестиваль молодых кинематографистов Москвы, посвящённый 60-летию комсомола
- 1978 — Серебряная медаль имени Александра Довженко (награждены сценарист Е. Месяцев, режиссёр А. Малюков, оператор И. Богданов, актёры Б. Галкин и М. Волонтир)
- 1980 — Государственная премия РСФСР имени братьев Васильевых (те же, но без Б. Галкина)

## Съёмки
- По словам исполнителя главной роли, Бориса Галкина:

<…> история, рассказанная в фильме, — абсолютная правда. Был реальный случай, когда во время учений прапорщик и офицер с двумя солдатами обезвредили банду бежавших из колонии рецидивистов. Военный журналист Евгений Месяцев, проведя собственное журналистское расследование, написал об этом сначала блестящий репортаж, а затем и киносценарий.
- Разведчики ВДВ в действительности не носят голубые береты на задании, но, по словам режиссёра фильма А. И. Малюкова, командующий ВДВ генерал В. Ф. Маргелов лично потребовал, чтобы именно эти головные уборы присутствовали в фильме:

<…> Маргелов категорически, в свойственных ему ярких и сочных выражениях объяснил мне, что он за голубой берет готов порвать глотку каждому. И голубой берет обязательно должен быть на головах наших героев. <…> А голубой берет, конечно, это яркое пятнышко и по законам разведки этого не должно было быть, но здесь это некий символ рода войск.
- В фильме самолёты не имеют опознавательных знаков. В военно-транспортной авиации ВВС использовались Ил-76 в раскраске и с бортовыми номерами «Аэрофлота», но демонстрировать это было недопустимо; поэтому кадры с самолётами ретушировались вручную:

Командующий ВТА выделил нам этот витебский полк для съёмок, он и снимался. И это была, конечно, мощь. Взлетал полк весь, машина за машиной. Сначала загружался весь десант — техника, личный состав. Потом он пошёл на взлёт и это было грандиозное зрелище.
А когда мы смонтировали, пришёл офицер, по-моему подполковник или даже майор — военный цензор <…> Достал брошюрку и показывает: «Видите, утверждено Верховным советом, и написано, что самолёты, раскрашенные в цвета „Аэрофлота“ (а все Илы были раскрашены в цвета „Аэрофлота“ с флагом на хвосте), не могут участвовать в военных мероприятиях. Вот если мне отменит Верховный совет эту строчку — я разрешу. А пока выбросить».

И весь этот мощнейший, самый дорогостоящий эпизод вылетел из картины. А оставшиеся кадры — тогда же не было компьютеров — цех комбинированных съёмок сидел и по кадрику замазывал флаги и надписи «Аэрофлот» на самолётах, которые всё-таки остались для того, чтобы связать сюжет. Поэтому пристальный глаз зрителя может увидеть там такое сопливое пятно вместо хвоста. Это адова работа! И ничего сделать было нельзя.
- Много отснятого материала не попало в фильм, в том числе по соображениям секретности. В дальнейшем эти плёнки были утилизированы, поэтому выход режиссёрской версии фильма принципиально невозможен[4].
- В конце фильма звучит «Песня десантников» («Лишь недавно учились вы…») (музыка М. Минкова/слова И. Шаферана), написанная ещё в 1970 году и исполненная Эдуардом Лабковским.
- В сцене, где прапорщик вступил в рукопашную с группой сбежавших уголовников, в кадре можно рассмотреть известного мастера единоборств Тадеуша Касьянова. Кроме этого, Касьянова отчётливо видно пробегающим по коридору в конце фильма, при захвате ЗКП.
- Эпизод, когда группу Тарасова окружают в болоте и через громкоговорители предлагают сдаться, практически дословно воспроизведён в телесериале «Диверсант». Отличие только в том, что в «Диверсанте» немцы крутят не песню А. Пугачёвой, а «Лили Марлен» в исполнении Лале Андерсен, а командира разведгруппы играет Галкин-младший.
- Герои фильма лейтенант Тарасов и прапорщик Валентир встречаются в компьютерной игре S.T.A.L.K.E.R.: Зов Припяти.
- Актёр Михаил Чигарёв в этом фильме играет гвардии старшего лейтенанта Кирикова, а в фильме «Ответный ход» — другого персонажа: начальника штаба гвардии подполковника Кочубу.
- После выхода фильма в прокат конкурс в Рязанское высшее воздушно-десантное командное училище вырос до 20 человек на место[5].
- Бо́льшая часть фильма была снята в Литовской ССР: в учебном центре ВДВ в Гайжюнае и его окрестностях, в Казлу-Руде (ЗКП), в форте № IV в Каунасе («фальшивый» ЗКП), мост через реку Нявежис, расположенный на нынешней автомагистрали А1 Вильнюс — Клайпеда (именно на него высадилась группа лейтенанта Тарасова). Все авиационные сцены снимались на аэродроме Витебск-Северный. Сцены со сменой караула у знамени (в начале фильма) и допросов десантников майором Морошкиным были сняты в Лефортове в Москве[4].

## Издания
- На DVD: 2003 год — дистрибьютор: Крупный План, серия: Отечественное кино XX века, звук: Dolby Digital 2.0, формат изображения: WideScreen 16:9 (1.78:1), формат диска: DVD-5 (1 слой), Региональный код: 0 (All), язык: русский.
- На VHS: 1999 год — дистрибьютор: Крупный План, серия: Герои нашего времени, формат: PAL, язык: русский.

## Примечание
1. ↑  «В зоне особого внимания» (1977). Актёры. Кинориум.РУ. Дата обращения: 10 декабря 2023. Архивировано 10 декабря 2023 года.
2. ↑  Указан в титрах как Волкаш
3. ↑  Кутовая Н. Борис Галкин: «История, рассказанная в фильме, — абсолютная правда. Был реальный случай, когда во время учений прапорщик и офицер с двумя солдатами обезвредили банду бежавших из колонии рецидивистов». Еженедельник «События и люди» (29 сентября 2008). — № 29 (0029). Дата обращения: 2 марта 2011. Архивировано из оригинала 1 июня 2012 года.
4. 1 2 3 4  on-line конференция с участием режиссёра фильма «В зоне особого внимания» и многих других Малюкова А. И. Форум desantura.ru (16 марта 2007). Дата обращения: 2 марта 2011. Архивировано 9 февраля 2012 года.
5. ↑  Костин Борис Акимович. Маргелов. — М.: Молодая гвардия, 2008. — 188 с. — (Жизнь замечательных людей). — ISBN 978-5-235-0318.